# Gustaf Adolf Boltenstern (1904)
Gustaf Adolf Boltenstern (Estocolmo, 15 de mayo de 1904-Mariefred, 31 de marzo de 1995) fue un jinete sueco que compitió en la modalidad de doma.
Participó en cuatro Juegos Olímpicos de Verano entre los años 1932 y 1956, obteniendo un total de cuatro medallas: plata en Los Ángeles 1932, bronce en Londres1948, oro en Helsinki 1952 y oro en Estocolmo 1956.

## Palmarés internacional
| Juegos Olímpicos | Juegos Olímpicos             | Juegos Olímpicos  | Juegos Olímpicos |
| Año              | Lugar                        | Medalla           | Categoría        |
| ---------------- | ---------------------------- | ----------------- | ---------------- |
| 1932             | Los Ángeles (Estados Unidos) | Medalla de plata  | Por equipos      |
| 1948             | Londres (Reino Unido)        | Medalla de bronce | individual       |
| 1952             | Helsinki (Finlandia)         | Medalla de oro    | Por equipos      |
| 1956             | Estocolmo (Suecia)           | Medalla de oro    | Por equipos      |